# Suining (Shaoyang)
Der Kreis Suining (绥宁县,  Suíníng Xiàn) ist ein Kreis der bezirksfreien Stadt Shaoyang in der chinesischen Provinz Hunan. Suining hat eine Fläche von 2.899 km² und zählt 372.100 Einwohner (Stand: Ende 2018). Sein Hauptort ist die Großgemeinde Changpu (长铺镇). 